# Kimtinh Vallis
La Kimtinh Vallis è una formazione geologica della superficie di Venere.
Il suo nome deriva dal nome vietnamita di Venere.